# Adontosternarchus clarkae
Adontosternarchus clarkae är en fiskart som beskrevs av Mago-leccia, Lundberg och Baskin, 1985. Adontosternarchus clarkae ingår i släktet Adontosternarchus och familjen Apteronotidae. Inga underarter finns listade i Catalogue of Life.